# Mill Creek (Loyalhanna Creek)
Der Mill Creek (englisch für „Mühlbach“) ist ein kleiner Bach im Westmoreland County im US-Bundesstaat Pennsylvania.
Er entsteht durch Zusammenfluss zweier Quellbäche – Left Fork Mill Creek und Right Fork Mill Creek – am westlichen Abhang des Höhenzuges Laurel Hill unweit des Laurel Ridge State Parks. Der Mill Creek fließt Richtung Westen und nimmt am Oberlauf zwei Zuflüsse mit den Namen North Fork Mill Creek und South Fork Mill Creek auf. Unmittelbar darauf verlässt der Bach die bewaldeten Abhänge der Laurel Hill und fließt durch ein ländlich geprägtes Tal. Er passiert die Weiler Waterford und Oak Grove bevor er die Kleinstadt Ligonier erreicht. Dort bildet er einen Teil der nördlichen Gemeindegrenze. Westlich von Ligonier mündet der Mill Creek in den Loyalhanna Creek. Er befindet sich vollständig auf dem Gebiet des Ligonier Township.
Nach Angabe des USGS ist der Mill Creek etwa 13,7 km lang und hat ein Einzugsgebiet von 85,9 km².